# Казале-Мариттимо
Казале-Мариттимо (итал. Casale Marittimo) — коммуна в Италии, располагается в области Тоскана, в провинции Пиза.
Население коммуны, на 01.01.2024 года, составляет 1076 человек, плотность населения ─ 74,94 чел./км². Занимает площадь 14 км². Почтовый индекс — 56040. Телефонный код — 0586.
Праздник в коммуне 8 сентября. Покровителем города почитается святой апостол Андрей, празднование 30 ноября.

## Демография
Динамика населения:

## Администрация коммуны
- Официальный сайт: http://www.comune.casale-marittimo.pi.it/